# کالیناس دو توکانتینس
کالیناس دو توکانتینس (به پرتغالی: Colinas do Tocantins) یک منطقهٔ مسکونی در برزیل است که در توکانتینس واقع شده‌است. کالیناس دو توکانتینس ۸۴۴ کیلومتر مربع مساحت و ۳۵٬۸۵۱ نفر جمعیت دارد.